# 逻辑非

文氏图

文氏图

逻辑非是布尔代数中一种一元运算。它的运算结果是将运算元的真值取反。
命题A的非可以有几种写法：
- A（A上加一横）
- ~A
- ¬A
- NOT A

以上可以读做"A不成立"或者"非A"。
¬p的真值表定義如下：
| p  | ¬p |
| -- | -- |
| 真 | 假 |
| 假 | 真 |

~A即在A的条件下，结论不成立。例如，如果A代表命题“今天星期六”，则它的~A代表命题“今天不是星期六”或“今天是星期日、一、二、三、四或五”。
~A为真当且仅当A为假。